# Once Upon a Time in America
Once Upon a Time in America (italienska: C'era una volta in America) (i Finland: Det stora gangsterkriget) är en amerikansk-italiensk gangsterfilm från 1984, i regi av Sergio Leone. Filmen blev Leones sista.

## Handling
Robert De Niro och James Woods spelar två judiska ungdomar, David "Noodles" Aaronson och Max Bercovicz, som man får följa från deras uppväxt i kriminella gäng i Manhattans Lower East Side under det sena 1910-talet till deras väg upp i New Yorks organiserade, kriminella värld under 1930-talet.

## Medverkande
- Robert De Niro – David "Noodles" Aaronson
  - Scott Tiler – Noodles som ung
- James Woods – Maximilian "Max" Bercovicz
  - Rusty Jacobs – Max/David som ung
- Elizabeth McGovern – Deborah Gelly
  - Jennifer Connelly – Deborah som ung
- Treat Williams – Jimmy O'Donnell
- Tuesday Weld – Carol
- Burt Young – Joe Minaldi
- Joe Pesci – Frankie Minaldi
- Danny Aiello – Polischef Vincent Aiello
- William Forsythe – Philip "Cockeye" Stein
  - Adrian Curran – Cockeye som ung
- James Hayden – Patrick "Patsy" Goldberg
  - Brian Bloom – Patsy som ung
- Darlanne Fleugel – Eve
- Larry Rapp – "Fat" Moe Gelly
  - Mike Monetti – Fat Moe som ung
- Richard Bright – Chicken Joe
- Amy Ryder – Peggy
  - Julie Cohen – Peggy som ung
- Olga Karlatos – Kvinnan på dockteatern
- Noah Moazezi – Dominic
- James Russo – Bugsy
- Louise Fletcher – Kyrkogårdsdirektör (Endast i restaurerad version från 2012)

## Produktionen
Originalversionen var 269 minuter (4 timmar och 29 minuter). Filmen visades första gången på 1984 års filmfestival i Cannes, nedklippt av regissören till 229 minuter (3 timmar, 49 minuter). Denna version visades sedan på biografer i Europa.
Versionen som släpptes i USA gjordes om kraftigt, mot regissörens vilja. Den är 139 minuter (2 timmar och 19 minuter) lång, nästan 90 minuter kortare än versionen som släpptes i Europa. Den korta versionen saknar filmens struktur med tillbakablickar, för att istället presentera scenerna i kronologisk ordning.
Filmen hade premiär i Sverige den 17 augusti 1984 på Rigoletto och Rival i Stockholm.